# ジェム・カラジャン
ジェム・ポール・カラジャン（Jem Paul Karacan、1989年2月21日 - ）は、イングランド・ロンドンルイシャム区出身のプロサッカー選手。ポジションは、ミッドフィールダー。

## 経歴

### クラブ
ウィンブルドンFCでプレーを始め、2003年にレディングFCのアカデミーに入団した。2007年7月にレディングと最初のプロ契約を締結。その後、2クラブへのレンタルを経て主力に定着、2011-12シーズンは37試合に出場しチームのチャンピオンシップ優勝に貢献した。
2015年7月、ガラタサライに移籍。しかしポジション確保に苦しみ、2016年冬にブルサスポルにレンタル移籍したのち、2017年1月にガラタサライとの契約を解除し退団した。
無所属となった後はイングランドに帰国し、複数クラブのトライアルに参加した。2017年3月、ボルトン・ワンダラーズFCと1ヶ月の短期契約を結んだ。シーズン終了後、改めて延長オプション付きの単年契約を結んだ。
2018年8月17日、2019年1月までの契約でミルウォールに復帰した。

### 代表
カラジャン自身はイングランドで生まれ育ったが、父親がトルコ人のためトルコ代表を選択した。
2012年10月、2014 FIFAワールドカップ・ヨーロッパ予選・ハンガリー戦でトルコA代表に初めて招集されたが、ベンチ入りしたものの試合には出場しなかった。

## タイトル
レディング
- フットボールリーグ・チャンピオンシップ: 2011–12

ガラタサライ
- TFFスュペル・クパ: 2015